# Éparchie de Preston des Syro-Malabars
L'éparchie de Preston des Syro-Malabars est une juridiction de l'Église catholique destinée aux fidèles de l'Église catholique syro-malabare, Église orientale en communion avec Rome, résidant en Grande-Bretagne. 

## Histoire et organisation
François, le 28 juillet 2016, érige, pour les fidèles de l'Église catholique syro-malabare résidant en Grande-Bretagne, une éparchie, c'est-à-dire un diocèse, couvrant le territoire de la Grande-Bretagne. Le siège de l'éparchie se situe en la cathédrale Saint-Alphonse de Preston dans le Lancashire. 
À sa création, l'éparchie comptait environ 38 000 fidèles issus de l'émigration indienne depuis les années 1980. Les fidèles sont principalement présents dans les grandes villes : Londres, Birmingham et Liverpool, mais aussi dans 27 diocèses. Le service de cette communauté était assuré par 62 prêtres syro-malabars, en 2023.

## Liste des éparques
- Depuis le 28 juillet 2016 : Joseph Srampickal (en)

## Source
- Fiche de l'éparchie sur le site Catholic-hierarchy

### Articles liés
- Église catholique syro-malabare
- Chrétiens de saint Thomas
- Liste des diocèses catholiques en Angleterre-et-Galles